# Alta Garona
L'Alta Garona (31) (en occità Nauta Garona i en francès Haute-Garonne) és un departament francès situat a la regió Occitània. Anomenada pel riu Garona, que travessa el departament. La seva prefectura i ciutat principal és Tolosa de Llenguadoc, la quarta més gran del país. El 2019 tenia 1,4 milions d'habitants.

## Història
L'Alta Garona va ser un dels vuitanta-tres departaments originals creats durant la Revolució Francesa, el 4 de març de 1790 (en aplicació de la llei del 22 de desembre de 1789). Va ser creat a partir d'una part de l'antiga província del Llenguadoc. El 1812 incorporà la Vall d'Aran, encara que la perdé el 1814.

## Geografia
L'Alta Garona limita amb els departaments de l'Arieja, Alts Pirineus, Gers, Tarn, Tarn i Garona i Aude. Així mateix, té frontera amb la Vall d'Aran i la província d'Osca, territoris situats dins l'Espanya.